# Lokia erythromelas
Lokia erythromelas är en trollsländeart som först beskrevs av Friedrich Ris 1910.  Lokia erythromelas ingår i släktet Lokia och familjen segeltrollsländor. IUCN kategoriserar arten globalt som livskraftig. Inga underarter finns listade i Catalogue of Life.